# Air Algérie
Air Algérie là hãng hàng không quốc gia của Algérie. Hãng này đóng tại Algiers, đây là hãng hàng không lớn thứ ba ở châu Phi (sau các hãng South African Airways và Egyptair), vận chuyển hơn 7,5 triệu khách một năm. Hãng này hiện vận hành 13 máy bay Boeing 737.
Air Algérie cung cấp các chuyến bay quốc tế theo lịch trình đến 71 điểm đến ở 28 quốc gia ở châu Âu, châu Phi và Trung Đông. Hãng này cung cấp các chuyến bay nội địa đến hơn 35 thành phố và thị xã cũng như các chuyến bay thuê bao phục vụ cho thăm dò dầu khí và lễ hành hương Hadj hàng năm. Căn cứ hoạt động chính của hãng này ở Sân bay Houari Boumedienne, Algiers.
Air Algérie đang trong quá trình chuẩn bị để trở thành một thành viên của liên minh các hãng hàng không SkyTeam cuối năm 2007. Hiện hãng này đang hoàn thiện các thủ tục ký hiệp định chia chỗ, khách hàng thường xuyên và sảnh đợi với từng thành viên của SkyTeam trước khi được gia nhập theo yêu cầu của từng thành viên SkyTeam.
Vào tháng 9 năm 2021, Sau vụ bắt giữ một trong những người quản lý đang vận chuyển ma túy giữa Pháp và Algeria, công ty quốc gia này đã thắt chặt các quy tắc của mình..

## Đội tàu bay

### Đội tàu bay chở khách
Độ tàu bay của Air Algérie đến tháng 5 năm 2007 tháng 5 năm 2007:
- Có hạng thương gia trên vài chuyến bay chọn lọc.

Tuổi trung bình của các máy bay thuộc Air Algérie là 8,6 năm vào tháng 9 năm 2006.
- Saga Airlines của Thổ Nhĩ Kỳ có hai chiếc Boeing 737-400 bổ sung vào đội tàu bay của hãng này vào giữa 2007 cả hai đều cho thuê và vận hành cho hãng Air Algérie.[8]

### Đội tàu đã sử dụng trước đây

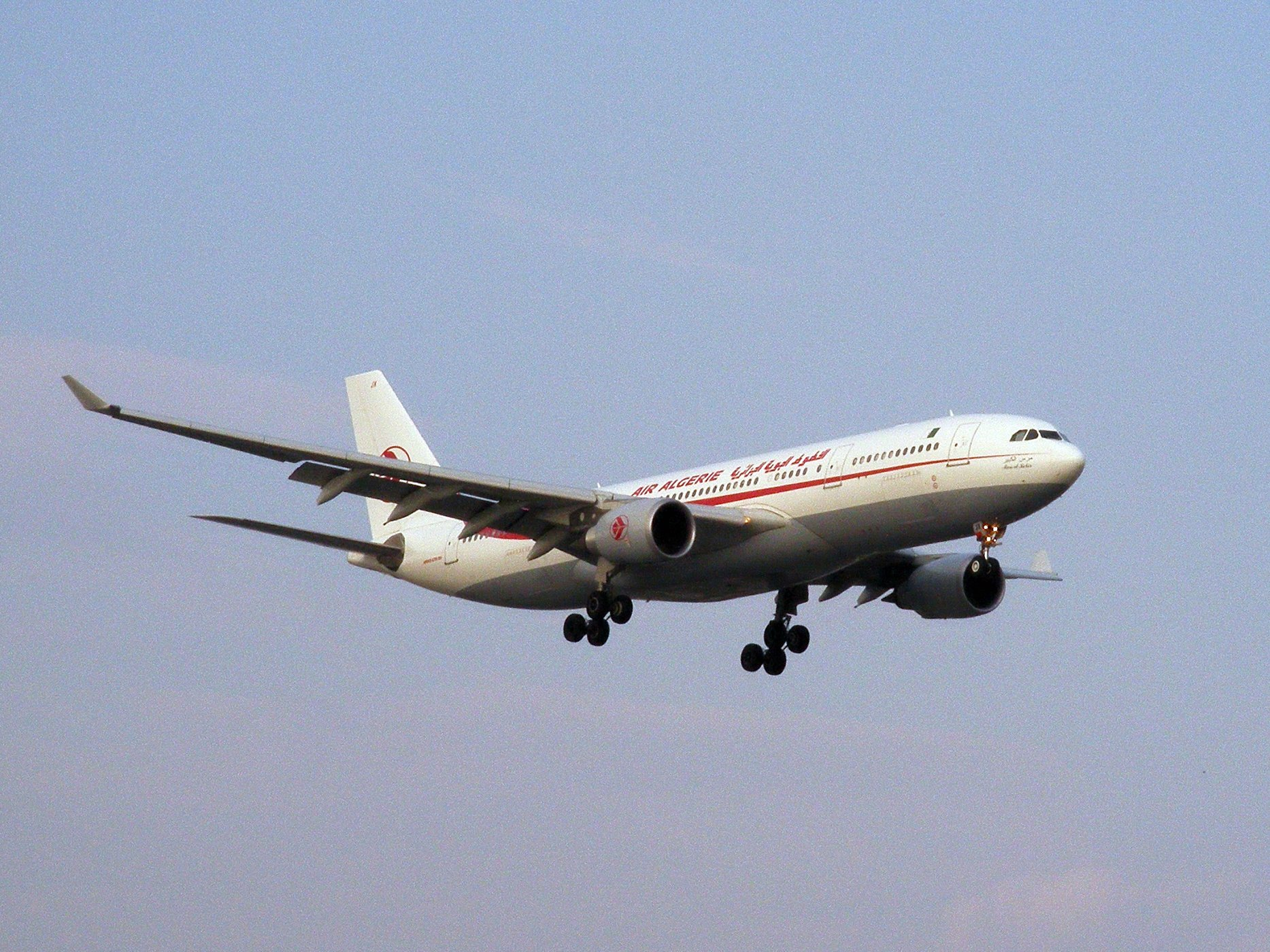
Airbus A330 Air Algérie